# Gat van de Noorderklip

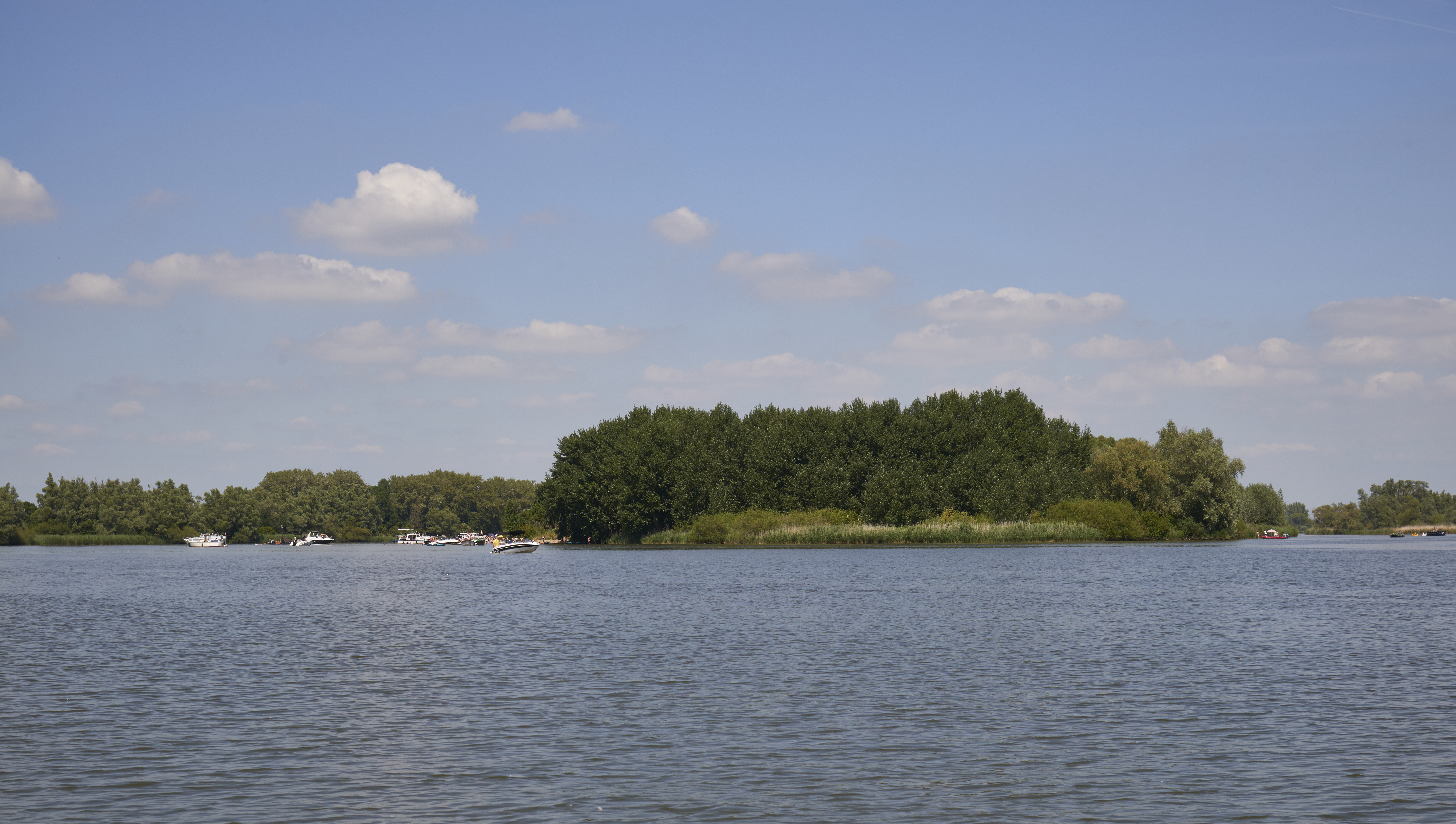
Eiland "Rietplaat"

Het Gat van de Noorderklip vormt een belangrijk vaarwater in de Brabantse Biesbosch. De kreek (die echter zo breed als een flinke rivier is) begint als een brede westelijke aftakking van het Steurgat. De bovenloop van het Gat van de Noorderklip, die de grens vormt tussen de zogenaamde Noordwaard en Zuidwaard van de Biesbosch, wordt Reugt of Ruigt genoemd. Enkele kilometers stroomafwaarts verandert de naam in Gat van de Noorderklip.

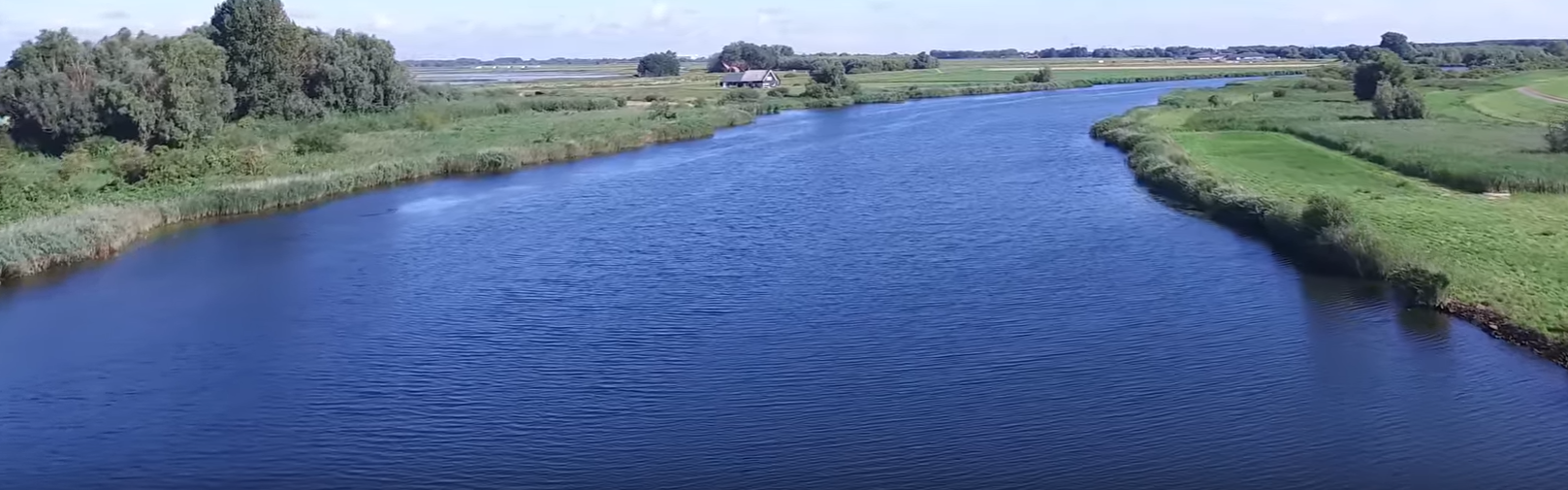
De Ruigt vormt het begin van het Gat van de Noorderklip

Verschillende kreken komen uit in het Gat van de Noorderklip/Ruigt. De belangrijkste zijn (vanaf het punt waarop de vaarweg aftakt van het Steurgat): het Gat van Paulus, de Bevert, de Dood, het Buiten-Kooigat en ten slotte een recent gegraven (nog naamloze) open verbinding met de Nieuwe Merwede.
Nadat het vaarwater het eiland Rietplaat gepasseerd is (tegenover het spaarbekken Petrusplaat, een van de drie spaarbekkens in de Brabantse Biesbosch) verandert deze weer van naam en staat vanaf dat punt bekend als het Gat van Van Kampen. Dit gaat uiteindelijk over in het Gat van de Visschen.
Het Gat van de Noorderklip en de Ruigt zijn van groot belang voor de pleziervaart, aangezien ze onderdeel vormen van de vaarweg tussen het Steurgat en het Hollandsch Diep. Daarnaast heeft de brede kreek nog steeds een waterafvoerende functie.